# مكراندة جرداء
المكراندة الجرداء (الاسم العلمي:Micrandra glabra) هي نوع من النباتات تتبع جنس المكراندة من الفصيلة الفربيونية.